# Graphelmis dembickyi
Graphelmis dembickyi is een keversoort uit de familie beekkevers (Elmidae). De wetenschappelijke naam van de soort werd in 2002 gepubliceerd door Ciampor.